# NGC 4491
NGC 4491 é uma galáxia espiral barrada (SBa) localizada na direcção da constelação de Virgo. Possui uma declinação de +11° 29' 00" e uma ascensão recta de 12 horas, 30 minutos e 57,1 segundos.
A galáxia NGC 4491 foi descoberta em 15 de Março de 1784 por William Herschel.